# Stanisław Grędziński
Stanisław Grędziński (19. října 1945, Ostrzyca, Lublinské vojvodství – 19. ledna 2022) byl polský atlet, běžec, jehož hlavní disciplínou byl běh na 400 metrů.
První velké úspěchy zaznamenal v roce 1964 ve Varšavě na prvních evropských juniorských hrách, kde vybojoval tři stříbrné medaile (400 m, 400 m překážek, smíšená štafeta – 100 m x 200 m x 300 m x 400 m). V roce 1966 se stal v Budapešti mistrem Evropy v běhu na 400 metrů. Společně s Janem Wernerem, Edmundem Borowským a Andrzejem Badeńským vybojoval zlato také ve štafetě na 4 × 400 metrů. Na evropském šampionátu v Athénách v roce 1969 získal bronz (400 m).